# Barnim III le Grand
Pour les articles homonymes, voir Barnim.
Barnim III le Grand, connu aussi sous le nom Barnim III de Poméranie, est né vers 1300 et il est mort le 14 ou le 24 août 1368. Il est duc de Poméranie occidentale (duché de Szczecin) de 1344 à 1368 (corégent avec son père à partir de 1320).

## Biographie
Barnim III est le fils d’Otto Ier de Poméranie et d’Élisabeth de Holstein.
Le duché de Stettin veut se libérer de la suzeraineté du Brandebourg. À cette fin, il conclut plusieurs alliances avec la Pologne (1325, 1328 et de 1337 à 1348). Il s’allie également avec la Bohême en 1337. Grâce à son alliance avec la maison de Luxembourg, Barnim renforce la position politique de son duché.
En 1326, après la mort de Warcislaw IV de Poméranie, Barnim et son père deviennent les protecteurs de ses trois enfants (Barnim, Warcislaw et Boguslaw) trop jeunes pour régner et menacés par le Mecklembourg. Barnim et son père étant sous la menace d’une guerre avec le Brandebourg, ils négocient un traité de paix avec le Mecklembourg en 1328. L’année suivante la guerre entre le Brandebourg et la Poméranie éclate. Les Brandebourgeois sont battus près de Prenzlau. Un armistice est signé en janvier 1331 mais il ne tient que quelques mois. Barnim rouvre les hostilités et écrase l’armée brandebourgeoise près de Kremmen. Le traité de paix du 28 juin 1333 met fin à la guerre.
En 1338, Barnim obtient du Brandebourg que celui-ci renonce au duché de Szczecin. En échange, il garantit aux margraves de lui succéder sur le trône de Szczecin s’il meurt sans héritier. Cet accord deviendra vite caduc avec la naissance de Casimir III de Poméranie.
Le 4 juin 1348, Barnim obtient du roi des Romains Charles IV la reconnaissance de la Poméranie occidentale en tant que fief du Saint-Empire romain germanique, ce qui écarte la menace du Brandebourg.
Barnim profite de la guerre civile au Brandebourg (1349-1354) pour s’emparer de plusieurs châteaux et villes dans la région de l’Uecker.
En 1351, pour protéger les droits des ducs de Wolgast sur Rügen, Barnim intervient une seconde fois et défait le Mecklembourg qui doit renoncer à ses prétentions en 1354.
Dans la seconde partie de son règne, Barnim renforce son pouvoir en établissant de bonnes relations avec les ducs de Wolgast, avec le Mecklembourg et avec le Brandebourg.

## Union et descendance
Vers 1330, Barnim III épouse Agnès, la fille du duc Henri II de Brunswick-Grubenhagen. Celle-ci lui donne 4 fils :
- Othon (†1337)
- Casimir III
- Świętobór Ier
- Bogusław VII

## Sources
- (de) Cet article est partiellement ou en totalité issu de l’article de Wikipédia en allemand intitulé « Barnim III. (Pommern) » (voir la liste des auteurs).

- (pl) Cet article est partiellement ou en totalité issu de l’article de Wikipédia en polonais intitulé « Barnim III Wielki » (voir la liste des auteurs).
- Anthony Stokvis, Manuel d'histoire, de généalogie et de chronologie de tous les États du globe, depuis les temps les plus reculés jusqu'à nos jours, préf. H. F. Wijnman, éditions Brill Leyde 1890-1893, réédition 1966, volume III, chapitre VIII et tableau généalogique n° 10 « Généalogie des ducs de Poméranie ».
- (de) « Barnim III », Die Greifen . Das herzogliche Geschlecht von Pommern